# 哲勒奇凯

哲勒奇凯，是匈牙利索博尔奇-索特马尔-贝拉格州所辖的一个村。总面积2.13平方公里，总人口132，人口密度62.0人/平方公里（2011年1月1日）。